# Kathleen Slay
Kathleen Elizabeth Slay (ur. 4 listopada 1991 w Plano) – amerykańska siatkarka, grająca na pozycji środkowej. Od sezonu 2015/2016 występuje w niemieckiej Bundeslidze, w drużynie Dresdner SC.

## Życie prywatne
Jej tata ma na imię Alan a mama Maureen. Ma brata Ryana.

## Sukcesy klubowe
Mistrzostwa NCAA:
- 2010, 2013

Puchar Niemiec:
- 2016

Mistrzostwo Niemiec:
- 2016

## Sukcesy reprezentacyjne
Mistrzostwa Ameryki Północnej, Środkowej i Karaibów Juniorek:
- 2008